# La catedral submergida
La Cathédrale engloutié (La Catedral submergida) és un preludi per a piano sol escrit per Claude Debussy. Va ser publicat en 1910 com a desena obra del seu primer volum de preludis, constituït per 12 peces, igual que el segon volum posterior.

## La llegenda d'Ys
Aquesta peça es basa en un antic mite bretó en el qual una catedral, submergida sota l'aigua davant de la costa de l'illa de la mitològica ciutat d'Ys, s'aixeca de la mar en els matins clars, quan l'aigua és transparent. Des de l'altre costat de la mar es poden escoltar els sons dels sacerdots cantant i l'orgue i les campanes sonant. Per això, Debussy empra certes harmonies que fan al·lusió a elements d'aquesta catedral, a manera de simbolisme musical.

## Contextualització de l'obra

### Moment personal de l'autor
Remuntant-nos a 1904, quan la seva fama ja era més que notable, la posició social de Debussy va sofrir un gran cop a causa d'un dels majors escàndols que va tenir en la seva vida privada: cinc anys després del seu matrimoni amb Lilly Texier, Debussy va conèixer Emma Bardac, mare d'un dels seus alumnes. Enamorat d'aquesta dona, va escriure a la seva esposa poc després sol·licitant el divorci. Això va portar a Lilly Debussy a un fallit intent de suïcidi que va fer que gran part dels amics del compositor deixessin de ser-ho en suport a la seva exdona. Debussy i Emma Bardac es van casar el 1908, i la seva unió (no mancada de conflictes) perduraria per la resta de les seves vides. Un any després, quan van començar a manifestar-se els primers signes de malaltia, el compositor va acceptar la invitació de Fauré per esdevenir professor del Conservatori de París, i el jove compositor i director d'orquestra André Caplet es va convertir en el seu col·laborador i confident.

Al novembre d'aquest mateix any (1909), quan va començar a compondre el seu primer llibre de preludis, el propi Debussy escriu la següent carta a Caplet:
M'he dedicat a la millora de la raça pianística a França. La ironia habitual de la vida ha volgut que el més artístic de tots els candidats fos una jove brasilera de 13 anys. No és gaire bella, però té una mirada "èbria de música" i posseeix aquella habilitat per aïllar-se del seu entorn que constitueix l'excepcional però característic segell d'un artista.
És aquesta habilitat per aïllar-se d'Emma i Claude-Emma "Chouchou" (la seva filla) de la qual el propi Debussy va fer gala durant la major part d'aquell Nadal: Les Collines d'Anacapri està datada el 26 de desembre, i Des pas sur la neige porta la data del dia després. Al gener va continuar treballant en la seva Rapsodie per a clarinet i alguns preludis més. A finals de mes, el Sena va augmentar el seu cabal dels seus set peus de profunditat habituals a vint, inundant extenses zones de la ciutat. Per desgràcia, La Cathédrale engloutié és un dels tres preludis que han arribat a nosaltres sense datar.
En aquesta època de la seva vida, l'èxit de Debussy entre el públic porta als seus oponents a una nova batalla. La Revue du Temps publica un article d'un tal Raphael Cor sobre "Debussy et le snobisme contemporain". Es compara l'efecte de la seva música amb el de l'opi i la morfina, i destaca l'absència de melodia, ritme i sentiment com a principal característica de les seves obres. Dos hàbils periodistes aprofiten per fer una enquesta entre coneguts artistes sobre Debussy. Aquesta preguntava:
1. La importància real del compositor i quin ha de ser el seu paper en l'evolució de la música contemporània.
2. Si és una individualitat original, únicament accidental.
3. Si representa una novetat fecunda, una fórmula i una adreça aptes per a crear escola, i si ha de crear-la.[3]

Alguns responen prudentment amb evasives, altres de forma demolidora: "Debussy és un artista massa gran perquè un ignorant com jo pugui emetre judicis sobre ell", "és dels músics que tenen discreció, elegància, sentit de la bellesa, com Mozart i Schumann ". No obstant això, aquest estudi es publica amb intenció nociva, en forma de llibre anomenat "El cas Debussy". Es tractava d'una malvada reacció dels oponents de la gran exaltació dels seus seguidors. Debussy, indignat, sap que els "debussystas" acaben sent més perillosos que els seus detractors, i arriba a dir: "els debussystes em maten").
No obstant això, aquestes crítiques beneficien la fama del compositor i augmenten el seu prestigi. Ara les seves composicions es tocaven amb freqüència en els concerts i el terme "debussysme" es va posar de moda, com complert o com a terme d'abús. Tanmateix, això el feia patir, ja que Debussy avorria al públic. Però el seu prestigi i les seves dificultats financeres van obligar a presentar-se davant el públic europeu com a director d'orquestra. I això no ho feia per un desig de notorietat, ja que fins al començament de la guerra realitzaria gires per poder complir, almenys en part, els seus compromisos amb els seus creditors.
L'estiu de 1910 és molt dur per a ell. No pot gaudir de vacances per tres causes: està molt malalt, no té ni un cèntim i els seus creditors s'impacienten. Es trobava trist i turmentat, Emma havia sol·licitat els papers per al divorci després d'una gran crisi matrimonial i, mentre, el seu mal progressava lenta però irremeiablement. A més, a l'octubre d'aquest mateix any mor el seu pare, fet que deixa a Debussy submergit en el dolor més profund.
Cal destacar que, tot i la vida tan turbulenta per la qual passava el compositor en el període en què compon La Catedral submergida, les seves obres no semblen reflectir tal fet i el seu treball mai no deixa de ser impecable. Potser es degui a la seva capacitat d'aïllar-que comenta en la carta als Caplet esmentada. Mary Garden, en la seva autobiografia, diu: "no sé si Debussy va voler realment alguna vegada a algú, estimava la seva música, i pot ser que a ell mateix. Crec que es trobava atrapat en el seu enginy". Tot i que els biògrafs acorden que, independentment de les seves relacions amb amants i amics, el gran amor de Debussy sempre va ser la seva filla.

### Context deLa Catedral Submergida(1910)
Es tracta d'un preludi per a piano sol publicat en 1910. És la desena peça del primer dels dos volums de preludis compostos per Debussy (de 12 preludis cadascun), i presenta característiques clares de l'autor tant en la seva forma, com en la seva harmonia i contingut. Totes les peces del llibre de preludis estan plenes d'un enginy incessant, tant en el llenguatge musical com en la tècnica instrumental, i testifiquen l'habilitat del compositor per crear amb un acord o un ritme una atmosfera particular d'on sorgeix poesia o humor. Atès que la data de composició coincideix amb el període en el qual Debussy comença a treballar en el conservatori, pot ser que la principal motivació d'aquestes peces fos pedagògic, en la seva etapa com a professor en aquest lloc, encara que això no deixa de ser una possible hipòtesi.
Aquesta obra és un exemple del simbolisme musical, en la qual Debussy representa una imatge o una idea. Així, el compositor nomenava sovint les seves obres amb la imatge exacta sobre la qual estava component com La Mer, Des pas sur la neige o Jardins sous la pluie. En el cas dels dos llibres de preludis, col·loca el títol de la peça al final de la mateixa perquè l'intèrpret respongui de manera intuïtiva i individual a la música que executa. A causa que aquesta peça està basada en la llegenda de la catedral submergida d'Ys, es pot considerar música programàtica, on s'empren mixtures que generen una sonoritat modal, d'acord amb la llegenda que pretén mostrar. En definitiva, aquest preludi, en representació dels 24 preludis, mostra el radical procés compositiu de Debussy lluny dels 200 anys anteriors de música clàssica i romàntica, i el seu ús de l'harmonia paral·lela fa que vegem els acords no com a elements funcionals dins d'una tonalitat, sinó com colors de la línia melòdica.
Una de les seves pupil·les de piano, Mademoiselle Worms de Romilly, va arribar a l'extrem d'escriure que Debussy "sempre va lamentar no haver treballat en pintura en lloc de música". A més, les virtuts de l'estilització (com a les estampes japoneses), el valor de l'esbós ràpid, les qualitats associades amb l'arabesc i les possibilitats d'un món de somni que voreja l'angoixa eren totes nocions estètiques que Debussy va retenir de la seva associació amb poetes i artistes de l'era simbolista.
És aquí important comentar la procedència de la influència simbolista de Debussy. Ell no va assistir a l'escola, va ser autodidacta (excepte en música) i la seva educació més duradora es va produir entre els 25 i els 30 anys al seu contacte amb els simbolistes. Aquest moviment va durar poc més d'una dotzena d'anys, des de 1885 en endavant, i va afectar la poesia, l'art i al teatre. Es va caracteritzar pel rebuig del naturalisme, del realisme i de les formes excessivament clares, l'odi de l'èmfasi, la indiferència cap al públic (molt present en Debussy) i el gust per la indefinició, el misteriós, fins i tot l'esotèric.
Quant a la data de l'estrena de l'obra, no està del tot clara, tot i que sabem que el mateix Debussy va interpretar alguns dels seus preludis el 25 de maig de 1910 a la Societat de Música Independent de París. Pot ser que La Catedral Sumergida s'hi interpretés.

En definitiva, les innovacions harmòniques de Claude Debussy van tenir una gran influència en diverses generacions de compositors posteriors. Es tracta d'una figura central en la música europea de finals del segle xix i començaments del segle XX i, al costat de Maurice Ravel, una de les figures més prominents de la música impressionista. Els seus treballs per a piano i orquestra van suposar la creació de nous gèneres i van revelar un gran ventall de timbres i colors. I La Catedral submergida no fa altre que resumir tot això a una simple obra excel·lent, fent-s'hi escoltar nombroses coses diferents, però totes des de les tecles d'un piano. I és que ja ho va dir Debussy:
“L'art est le plus beau des mensonges” ("L'art és la més bella de les mentides")

## Arranjaments posteriors
L'obra va tenir transcendència posterior a la seva mort. Hi ha nous arranjaments i transcripcions: Léon Roques i Jean-Baptiste Robin van fer una transcripció per a orgue sol el 2011; va ser arreglada per a orquestra per Leopold Stokowski com The Engulfed Cathedral (enregistrada el 1930); apareix en una versió de portada en l'àlbum Grand Guignol de la banda Naked City de John Zorn, entre moltes versions.